# Plynofikace

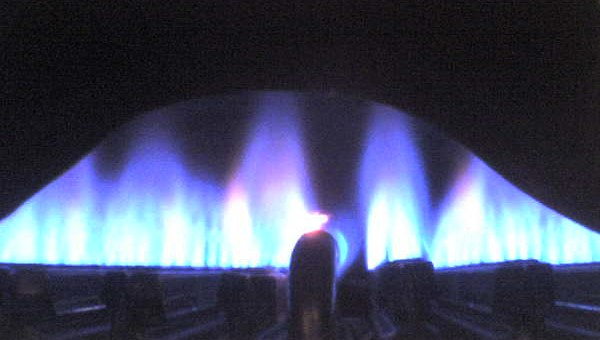

Plynofikace je plošné zavádění infrastruktury pro distribuci zemního plynu v aglomeracích.

## Česko
V Česku se tento pojem ujal především v 90. letech, v rámci zlepšování kvality ovzduší se podporoval přechod na ekologičtější způsob topení od hnědého uhlí k zemnímu plynu. Ve městech se plošně budovaly rozvody a přípojky plynového potrubí.